# EA-2613
EA-2613是一种剧毒的有机磷神经毒剂。它是一种极其有效的乙酰胆碱酯酶抑制剂，对阿托品和肟治疗具有抵抗力。